# جون ر. بايلس
جون ر. بايلس (بالإنجليزية: John R. Baylis)‏ هو كيميائي ومهندس أمريكي، ولد في 11 مايو 1885، وتوفي في 31 أكتوبر 1963.